# Haloferax
Genre
Taxons de rang inférieur
- Voir le texte

Haloferax est un genre d’Archaea appartenant au phyllum des Euryarchaeota et à l’ordre des Halobacteriales. Les cellules sont des bâtonnets mobiles pléomorphes ou des disques aplatis, aérobies stricts. Ce sont des organismes halophiles.  La culture est possible sur des milieux contenant une forte concentration en sel. Les colonies sont mucoïdes.
- Haloferax volcanii a été à l'origine isolée de la Mer Morte et du Grand Lac Salé. C'est une des deux seules espèces d'archées chez qui des processus de transferts génétiques ont été démontrés. Des outils génétiques ont ainsi été développés chez Haloferax volcanii et cette espèce est un bon modèle pour l'étude des mécanismes de recombinaison et de réparation de l'ADN.
- Haloferax mediterranei isolé de marais salant en Espagne.
- Haloferax alexandrinus
- Haloferax antrum
- Haloferax berberensis
- Haloferax denitrificans
- Haloferax gibbonsii
- Haloferax larsenii
- Haloferax lucentense
- Haloferax opilio
- Haloferax prahovense
- Haloferax rutilus
- Haloferax sulfurifontis
- Haloferax viridis

## Liste d'espèces
Selon NCBI (3 janv. 2011) :
- Haloferax alexandrinus
- Haloferax antrum
- Haloferax berberensis
- Haloferax denitrificans
  - Haloferax denitrificans ATCC 35960
- Haloferax elongans
- Haloferax gibbonsii
- Haloferax larsenii
- Haloferax lucentense
  - Haloferax lucentense SB1
- Haloferax mediterranei
  - Haloferax mediterranei ATCC 33500
- Haloferax mucosum
  - Haloferax mucosum ATCC BAA-1512
- Haloferax opilio
- Haloferax prahovense
- Haloferax rutilus
- Haloferax sulfurifontis
  - Haloferax sulfurifontis ATCC BAA-897
- Haloferax viridis
- Haloferax volcanii
  - Haloferax volcanii DS2